# Матузов, Клим Григорьевич
Клим Григорьевич Матузов (1911—1943) — капитан Рабоче-крестьянской Красной Армии, участник советско-финской и Великой Отечественной войны, Герой Советского Союза (1940).

## Биография
Родился 15 апреля 1911 года в деревне Черна (ныне — Поддорский район Новгородской области). После окончания семи классов школы работал в колхозе. В 1939 году Матузов был призван на службу в Рабоче-крестьянскую Красную Армию. В 1940 году он окончил курсы младших лейтенантов.
Участвовал в боях советско-финской войны, будучи политруком роты 15-го стрелкового полка 49-й стрелковой дивизии 13-й армии Северо-Западного фронта. 18 февраля 1940 года в критический момент боя Матузов заменил собой выбывшего из строя командира взвода и, руководя им, захватил и удержал важную высоту.
Указом Президиума Верховного Совета СССР от 7 апреля 1940 года за «образцовое выполнение боевых заданий командования на фронте борьбы с финской белогвардейщиной и проявленные при этом отвагу и геройство» младший лейтенант Клим Матузов был удостоен высокого звания Героя Советского Союза с вручением ордена Ленина и медали «Золотая Звезда» за номером 183.
Участвовал в боях Великой Отечественной войны. 20 марта 1943 года командир роты противотанковых ружей 255-го стрелкового полка 123-й стрелковой дивизии капитан Матузов погиб в бою. Похоронен в посёлке Красный Бор Тосненского района Ленинградской области.
Был также награждён орденами Красного Знамени и Отечественной войны 1-й степени.
В честь Матузова названа улица в селе Белебелка Поддорского района.